# WrestleMania 2000
WrestleMania 2000 (conocido cronológicamente como WrestleMania XVI) fue la decimoséxta edición de WrestleMania, un evento emitido en PPV de lucha libre profesional producido por la World Wrestling Federation. Tuvo lugar el 2 de abril de 2000 en el Arrowhead Pond en Anaheim, California. Este fue el segundo WrestleMania en el Arrowhead Pond, pero el cuarto en el Sur de California (siguiendo a WrestleMania 2, WrestleMania VII y WrestleMania XII), fue además el segundo WrestleMania en el que no participó The Undertaker desde que debutó en WWE.
El tema oficial del evento fue "California", de Jim Johnston. Además, es el único WrestleMania que posee el año en su nombre en vez del correlativo de la edición.

## Argumento
• En el Royal Rumble The Rock ganaría su oportunidad titular para enfrentarse a Triple H por el Campeonato de la WWF tras eliminar en el final a The Big Show. Por otra parte Big Show exigía su revancha por el campeonato tras convencer a Triple H luego de mostrar en un video que los pies de The Rock tocaron primero el suelo antes que él Gracias a ello tuvieron una lucha en No Way Out por la oportunidad de luchar por el título en WrestleMania 2000. El Show le derrotó cuando Shane McMahon interfirió, noqueando a The Rock tras golpearle con una silla de acero. A causa de esto, The Rock exigió una lucha contra Big Show a cambio de su carrera un 13 de marzo en un  RAW para ganarse el derecho de estar en el evento principal, que terminó ganando luego de que Vince McMahon interfiera como árbitro tras su regreso de 3 meses ausente. Triple H se alió con Stephanie McMahon (a la cual supuestamente había narcotizado para poder casarse con ella), con el plan de conseguir el campeonato máximo que lo obtiene después de derrotar a Big Show en  RAW y así convirtiéndose en los dueños de la empresa por un par de semanas, retendría el Campeonato de la WWF contra Mick Foley; con quién había iniciado un feudo y lo haría en 2 ocasiones, en el Royal Rumble en una Street Fight Match y luego, Triple H le ofreció otra lucha por su título en la estipulación que él quisiera, siempre y cuando Foley apostara su carrera. Por lo que finalmente se dio en No Way Out una lucha título vs carrera en un Hell in a Cell Match obligando al último retirarse de la lucha profesional, sin embargo unas dos semanas antes de WrestleMania apareció la Sra Linda McMahon diciendo que cumpliría el sueño de Foley de estar en el evento principal de Wrestlemania, formando así un Fatal Four-Way Match teniendo cada participante de su lado a un McMahon en cada esquina.
Por otra parte Kurt Angle se haría con los campeonatos Europeo de la WWF de Val Venis en un show semanal de Smackdown y el  Intercontinental de la WWF de Chris Jericho en No Way Out teniendo un feudo con el que se prolongaría hasta el magno evento. El campeón Eurocontinental se alió junto con Bob Backlund quién en apariciones esporádicas intervendria en sus combates sin razón alguna, haciendo que Jericho fracase en sus oportunidades de volver a tener el campeonato. A Angle lo obligarían a defender sus 2 títulos en un Triple Threat match de dos caídas contra Chris Benoit (quien buscaba hacerse con el intercontinental) y Chris Jericho con sus dos títulos en juego, el primero que hiciera pin fall ganaría el intercontinental y el segundo el campeonato europeo. Kurt Angle en Heat horas antes de WrestleMania descubriría que Backlund sería el culpable de este suceso y lo terminaría  despidiendolo con la llave que le enseñó (el Chickenwing).

## Resultados
- The Big Boss Man & Bull Buchanan derrotaron a The Godfather & D'Lo Brown (con The Hos) (9:05)
  - Buchanan cubrió a Brown después de un "Diving Leg Drop".
  - Ice-T cantó el tema del Godfather en vivo.
- Hardcore Holly derrotó a Crash Holly (c), Tazz, Viscera, Mean Street Posse (Joey Abs, Rodney y Pete Gas), TAKA Michinoku, Funaki, Headbanger Thrasher, Headbanger Mosh, Faarooq y Bradshaw en una Harcore Battle Royal de 15 minutos, ganando el Campeonato Hardcore de la WWF (15:00)
  - Tazz cubrió a Crash después de un "Capture Suplex". (0:26)
  - Viscera cubrió a Tazz después de un "Falling Powerslam". (1:00)
  - Funaki cubrió a Viscera después de un "Diving Shoulder Block" de Bradshaw. (7:51)
  - Rodney cubrió a Funaki después de lanzarlo a una muralla que estaba en backstage. (8:11)
  - Joey Abs cubrió a Rodney después de un "Gutwrench Suplex". (8:24)
  - Thrasher cubrió a Joey Abs después de una "Running Clothesline". (8:46)
  - Pete Gas cubrió a Thrasher después de un golpe con un extintor. (9:29)
  - Tazz cubrió a Pete Gas después de un "T-Bone suplex". (10:17)
  - Crash cubrió a Tazz después de pegarle 2 veces con una bandeja. (14:20)
  - Hardcore cubrió a Crash después de pegarle con un frasco de dulces, ganando el campeonato. (14:59)
- T & A (Test & Albert) (con Trish Stratus) derrotaron a Head Cheese (Al Snow & Steve Blackman) (con Chester McCheeserton) (7:05)
  - Test cubrió a Blackman después de un "Diving Elbow Drop".
  - Después de la lucha, Blackman y Snow atacaron a McCheeserton.
- Edge & Christian derrotaron a The Dudley Boyz (Bubba Ray & D-Von) y a The Hardy Boyz (Matt & Jeff) en una Ladder match, ganando los Campeonatos por Parejas de la WWF (22:29)
  - Edge & Christian ganaron tras tomar posesión de los cinturones.
- Terri Runnels (con The Fabulous Moolah) derrotó a The Kat (con Mae Young) con Val Venis como árbitro especial en una pelea de gatitas (2:25)
  - Terri derrotó a Kat después de que Moolah empujara a The Kat fuera del ring mientras Venis estaba distraído.
  - Durante la lucha Kat, Terri y Young besaron a Val Venis.
  - Durante la lucha Young distrajo a Venis mostrándole su pecho, después a eso Young y Moolah se atacaron mutuamente.
  - Después de la lucha, Kat y Young atacaron a Terri y Moolah, desnudando a Terri.
- Chyna & Too Cool (Grand Master Sexay & Scotty 2 Hotty) derrotaron a The Radicalz (Eddie Guerrero, Perry Saturn & Dean Malenko) (9:38)
  - Chyna cubrió a Guerrero después de una "Sleeper Slam".
- Chris Benoit derrotó a Kurt Angle y Chris Jericho en una Triple Threat Match a dos caídas, poniendo en juego el Campeonato Intercontinental de la WWF y el Campeonato Europeo de la WWF: Benoit derrotó a Kurt Angle y Chris Jericho, ganando el Campeonato Intercontinental y Jericho derrotó a Chris Benoit y Kurt Angle, ganando el Campeonato Europeo (13:35)
  - Benoit cubrió a Jericho tras aplicarle un "diving headbutt" en la lucha por el Campeonato Intercontiental. (7:54)
  - Jericho cubrió a Benoit con un "Lionsault" en la lucha por el Campeonato Europeo. (13:35)
- Rikishi & Kane (con Paul Bearer) derrotaron a D-Generation X (X-Pac & Road Dogg) (con Tori) (4:16)
  - Kane cubrió a Pac después de una "Tombstone Piledriver".
  - Luego de la lucha Grand Master Sexay & Scotty 2 Hotty bailaron con Rikishi, momento en que el San Diego Chicken se les unió, siendo una trampa de Pete Rose para atacar a Kane por la espalda, sin embargo fallo y recibió un Chokeslam de Kane y un Stink face de Rikishi.
- Triple H (con Stephanie McMahon) derrotó a The Rock (con Vince McMahon), Mick Foley (con Linda McMahon) y The Big Show (con Shane McMahon) en un Fatal 4-Way Elimination Match reteniendo el Campeonato de la WWF (36:28)
  - The Rock cubrió a Show después de un silletazo de Foley y un «Rock Bottom».(04:50)
  - Triple H cubrió a Foley después de un «Pedigree » sobre una silla.(19:40)
  - Triple H cubrió a The Rock después de que Vince le traicionara y le pegara con una silla de metal.(36:28)
  - Durante la lucha, Shane y Vince interfirieron de forma arbitraria. Posteriormente, tanto Shane como Vince se atacaron entre sí.
  - Después de su eliminación, Foley atacó a Triple H con un bate con alambre de púas.
  - Después de la lucha, The Rock atacó a Vince, Shane y a Stephanie con un "Rock Bottom" respectivamente. Posteriormente, atacó a Stephanie con un "People's Elbow".
  - Esta fue la última lucha de Mick Foley en WWE hasta 2003.

## Otros Roles
| - Comentaristas en inglés - Jerry "The King" Lawler - Jim Ross - Comentaristas en Español - Carlos Cabrera - Hugo Savinovich | - Entrevistadores - Michael Cole - Kevin Kelly - Anunciador del ring - Howard Finkel | - Árbitros - Earl Hebner - Jim Korderas - Theodore Long - Chad Patton - Mike Sparks - Tim White |